# Pokrovka (Rozdilna), Rozdilna
Pokrovka (în ucraineană Покровка) este un sat în comuna Rozdilna din raionul Rozdilna, regiunea Odesa, Ucraina.

## Demografie
Componența lingvistică a localității Pokrovka
     Ucraineană (35,54%)
     Română (33,11%)
     Rusă (30,68%)
     Alte limbi (0,22%)
Conform recensământului din 2001, nu exista o limbă vorbită de majoritatea populației, aceasta fiind compusă din vorbitori de ucraineană (35,54%), română (33,11%) și rusă (30,68%).